# Trzęsienie ziemi w Mandalaju (2025)
Trzęsienie ziemi w Mandalaju – silne trzęsienie ziemi o magnitudzie 7,7 z epicentrum w prowincji Mandalaj, które nawiedziło Mjanmę 28 marca 2025 roku, zabijając tysiące ludzi i wywołując zniszczenia również w sąsiednich krajach. To najtragiczniejsze trzęsienie od czasu wstrząsów w Turcji i Syrii w 2023 roku.
Zginęło 5456 osób, a ponad 11 404 zostały ranne.
To najsilniejsze trzęsienie ziemi, jakie nawiedziło Mjanmę od wstrząsu w 1912 roku, który miał magnitudę 7,9. Jest również jednym z najbardziej tragicznych, porównywalnym z trzęsieniem ziemi w Bago w 1930 roku, w którym zginęło według różnych szacunków od 550 do 7000 osób.

## Trzęsienie
Trzęsienie ziemi miało miejsce o godzinie 12:50:54, a jego epicentrum znajdowało się w pobliżu Mandalaju na pograniczu prowincji Sikong i Mandalaj, a nastąpiło z powodu uskoku przesuwczego na głębokości 10 km. Według United States Geological Survey miało ono magnitudę 7,7, podczas gdy Tajski Departament Meteorologiczny określił magnitudę na 8,2. Po trzęsieniu ziemi nastąpiło 468 wstrząsów wtórnych, z których największy miał magnitudę 6,7 i wystąpił 10 minut po głównym wstrząsie. 31 marca Mjanmę nawiedził kolejny wstrząs wtórny o magnitudzie 4,1, który spowodował zawalenie się kolejnych budynków.
Trzęsienie było odczuwalne w Mjanmie, Tajlandii, Wietnamie, Chinach, Kambodży, Bangladeszu i Indiach, Laosie i Malezji. W Bangkoku spowodowało zawalenie się wieżowca i uszkodziło wiele domów.
Trwająca w Mjanmie wojna domowa utrudniła podejmowanie akcji ratunkowych i oszacowanie oficjalnej liczby ofiar.
Rządząca Mjanmą  junta wojskowa ogłosiła siedmiodniową żałobę narodową w dniach od 31 marca do 6 kwietnia 2025 roku.

## Ofiary
| Państwo   | Ofiary | Ranni  |
| --------- | ------ | ------ |
| Mjanma    | 5352   | 11 366 |
| Tajlandia | 103    | 36     |
| Wietnam   | 1      | –      |
| Chiny     | –      | 2      |
| Razem     | 5456   | 11 404 |

## Reakcje
- Chiny – władze Junnanu wysłały 646 ratowników i 14 psów tropiących do akcji ratowniczych[18].